# Suchiapa
Suchiapa é um município do estado do Chiapas, no México. A população do município calculada no censo 2005 era de 18.406 habitantes.